# Blepephaeus penangensis
Blepephaeus penangensis là một loài bọ cánh cứng trong họ Cerambycidae.